# San Miguel de Acos (distrito)

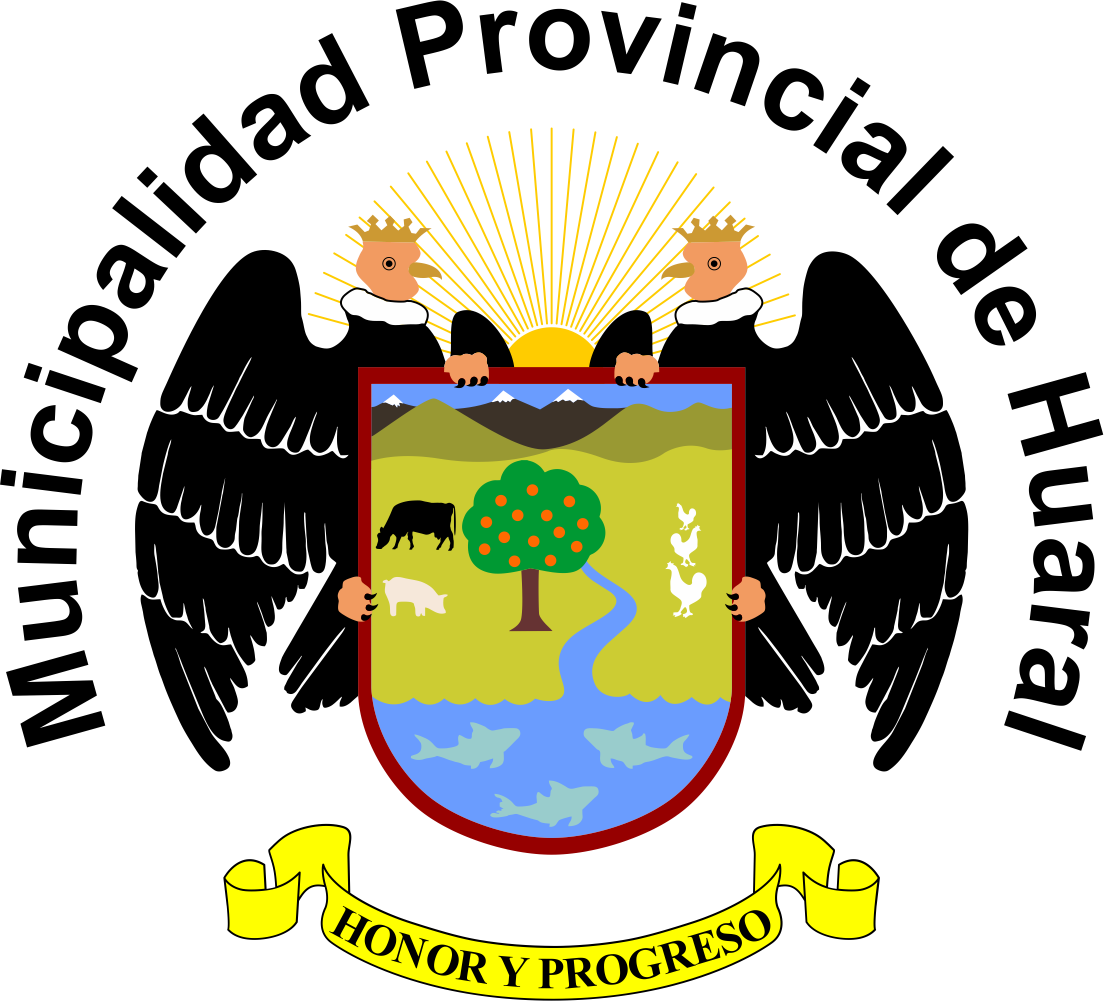
Província de Huaral

Província de Huaral em Lima (região)

O Distrito peruano de San Miguel de Acos é um doze distritos que formam a província de Huaral, pertencente a departamento de Lima, na zona central do Peru, San Miguel de Acos possui uma população de 754 habitantes (estimativa 2007) e uma área de 48,16 km², perfazendo uma densidade demográfica de 15,65 hab./km².

## História
O então Presidente da República, Manuel Prado Ugarteche, baixou o decreto de 31 de dezembro de 1956, criado o distrito de San Miguel de Acos.

## Alcaldes
- 2011-2018: Leoncio Genaro Espinoza Herrera.

## Festas
- 29 de setembro: São Miguel
- Outubro: Senhor dos Milagres

## Transporte
O distrito de San Miguel de Acos é servido pela seguinte rodovia:
- PE-20C, que liga o distrito  de Aucallama à cidade de Huayllay (Região de Pasco)[1][2][3]